# Breviceps gibbosus
Breviceps gibbosus är en groddjursart som först beskrevs av Carl von Linné 1758.  Breviceps gibbosus ingår i släktet Breviceps och familjen Brevicipitidae. IUCN kategoriserar arten globalt som nära hotad. Inga underarter finns listade.